# 1729 Beryl
Az 1729 Beryl (ideiglenes jelöléssel 1963 SL) a Naprendszer kisbolygóövében található aszteroida. Az Indianai Egyetem fedezte fel 1963. szeptember 19-én.